# 13 (альбом Black Sabbath)
«13» — дев'ятнадцятий і останній студійний альбом британського хеві-метал гурту Black Sabbath, що вийшов 7 червня 2013 у Європі і 11 червня 2013 року в США та інших країнах світу. Це перший студійний запис гурту з часів альбому «Forbidden» (1995), перший запис з вокалістом Оззі Осборном і басистом Ґізером Батлером після випуску концертного альбому «Reunion» (1998). Крім того, це перший студійний альбом з Оззі Осборном після виходу альбому «Never Say Die!» (1978) і з Ґізером Батлером після виходу альбому «Cross Purposes» (1994).
Оригінальний склад Black Sabbath почав працювати над новим студійним альбомом у 2001 році з продюсером Ріком Рубіном. Роботу над альбомом припинили у зв'язку з тим, що Осборн знаходився в процесі роботи над випуском сольного альбому «Down to Earth», а решта музикантів займалися іншими проєктами, включаючи GZR і Heaven & Hell. Після анонсу свого возз'єднання 11 листопада 2011 гурт оголосив про відновлення роботи над альбомом з Ріком Рубіном. Запис альбому відбувався з серпня 2012 року до січня 2013 року на студії в Лос-Анджелесі. Крім учасників першого складу гурту (Ґізер Батлер, Оззі Осборн, Тоні Айоммі) в записі взяв участь барабанщик Rage Against The Machine та Audioslave Бред Вілк замість Білла Ворда, який відмовився від роботи над альбомом з «контрактних міркувань». Альбом став доступний для прослуховування на iTunes 3 червня 2013.

## Передумови
Після серії турів возз'єднання з 1997 по 1999 рік, які включали шоу на фестивалях Ozzfest, в оригінальному складі Black Sabbath почали роботу над новим альбомом з продюсером Ріком Рубіном навесні 2001 року. Однак, сесію зупинили, коли Оззі Осборн відлучився, щоб закінчити роботу над сольним альбомом «Down to Earth», який вийшов у жовтні того ж року. Тоні Айоммі згадує: «Процес роботи над альбомом просто підійшов до кінця. Ми не підемо далі і це ганьба, тому що пісні були дійсно хороші». Айоммі посилався на складність утримувати всіх учасникив гурту разом і працювати над матеріалом:
Зараз зовсім інший процес запису альбому. Раніше не було жодних мобільний телефонів, які дзвонять кожні п'ять секунд. Коли ми тільки починали, у нас не було нічого. Ми всі працювали над одним і тим же, а тепер кожен має багато інших справ. Це дуже весело, ми всі дуже добре комунікуємо, та процес роботи над альбомом зовсім інший.
Після ще одного туру возз'єднання в середині 2001 року, де гурт виступав хедлайнером на фестивалі Ozzfest, Black Sabbath знову пішли на перерву. У березні 2002 року телевізійне шоу «Родина Осборнів» дебютуволо на MTV і швидко стало хітом у всьому світі. Осборн представив шоу для широкої аудиторії, а звукозаписуюча компанія Sanctuary Records, яка володіє правами на записи Black Sabbath, випустила концертний альбом Past Lives, який містить концертний матеріал, записаний у 1970-х роках, у тому числі з неофіційного концертного альбому Live at Last. Гурт залишався на перерві до середини 2004 року. В 2004 і 2005 році гурт знову виступив хедлайнером на Ozzfest. У листопаді 2005 року Black Sabbath були введені в Музичний Зал Слави Великої Британії, а в березні 2006 року, в Залу слави рок-н-ролу.
У той час як Осборн працював над своїм новим сольним альбомом у 2006 році, Rhino Records випустила збірник пісень «Black Sabbath: Dio Years», взятих з чотирьох альбомів Black Sabbath і записаних за участю Ронні Джеймса Діо. Для випуску альбому Тоні Айоммі, Ґізер Батлер, Ронні Джеймс Діо і Вінні Ейпіс возз'єдналися, щоб написати і записати три нові пісні, як Black Sabbath. «The Dio Years» вийшов 3 квітня 2007 року і досягнув 54 місця в Billboard 200, а сингл «The Devil Cried» досягнув 37 місця в чарті Mainstream Rock Tracks. Задоволені результатами, Айоммі і Діо вирішили відновити еру Heaven & Hell, щоб вирушити у світове турне. Оскільки Оззі Осборн, Ґізер Батлер, Тоні Айоммі і Білл Ворд, як і раніше були офіційно учасниками Black Sabbath, новий гурт вирішили називати Heaven & Hell, як один з альбомів Black Sabbath і щоб уникнути плутанини. Білл Ворд був спочатку заявлений на участь у турі, але вибув до його початку через музичні розбіжності з іншими учасниками гурту. Його замінив барабанщик Вінні Ейпіс, який брав участь у записі альбомів Mob Rules і Dehumanizer. Після випуску єдиного студійного альбому «The Devil You Know» у 2009 році, Ронні Джеймс Діо помер від раку шлунка 16 травня 2010, і після прощального концерту з колишнім вокалістом Black Sabbath Ґленном Хьюзом, гурт Heaven & Hell був розформований.
11 листопада 2011, у нічному клубі «Whisky a Go Go», Голлівуд, відбулася зустріч початкового складу Black Sabbath (Осборн, Айоммі, Батлер, Ворд) з журналістами і фанами. Ведучим зустрічі був Генрі Роллінз, засновник гурту Black Flag. На цій події учасники гурту заявили про офіційне возз'єднання, виступ на Download Festival 2012 і про запис нового альбому з Ріком Рубіном, орієнтовний вихід якого заплановано наприкінці 2012 року. Коли Роллінз запитав учасників гурту, чому вони вибрали час для возз'єднання саме зараз, Айоммі відповів: «Зараз або ніколи. Ми ладнаємо. Все це дуже добре.» Батлер також зазначив, що новий матеріал за звучанням і стилем буде дуже схожий на «старий Black Sabbath». 18 листопада 2011, Black Sabbath оголосили, що буде проведено тур по Європі в травні і червні 2012 року.

## Запис
9 січня 2012, було оголошено, що Тоні Айоммі діагностовано лімфому (один з видів раку крові) на ранній стадії, але це не буде перешкоджати йому працювати. У зв'язку з діагнозом раку, робочі сесії над альбомом «13», які повинні були проходити в Лос-Анджелесі, штат Каліфорнія, перенесли в будинок Тоні Айоммі в Англії. 2 лютого 2012, Білл Ворд публічно оголосив, що він не буде брати участь у возз'єднанні Black Sabbath, якщо йому не дадуть підписати контракт. Наступного дня, інші учасники гурту оголосили, що вони не мають вибору, окрім як продовжити запис без нього, але також зазначили, що їх двері завжди відкриті для Білла, якщо він захоче повернутися в гурт. У лютому 2012 року гурт оголосив, що вони не будуть продовжувати світове турне, але зіграють на Download Festival у червні 2012 року. 11 квітня засновник Lollapalooza Перрі Фаррелл оголосив, що Black Sabbath виступить на Lollapalooza 2012 року і що це буде єдиний американський концерт Black Sabbath у 2012 році. 15 травня 2012, Білл Ворд розмістив на своєму сайті повідомлення, у якому говорилося, що після останньої спроби домовитися про його участь в майбутніх турах возз'єднання не було досягнуто домовленості, але він як і раніше залишається відкритим для переговорів і для можливого підписання контракту в майбутньому. 19 травня 2012, Ґізер Батлер висловив співчуття у рішенні Ворда і повідомив, що барабанщик Томмі Клаітос проводить репетиції з Black Sabbath в Англії.
2 червня 2012, Оззі Осборн розповів журналу NME, про те, що гурт написав близько 15 пісень і 2013 рік є хорошим ключем для розуміння назви альбому. 23 серпня 2012 гурт повернулася в студію, щоб продовжити роботу над альбомом. У жовтні було повідомлено, що одна з нових пісень має назву «God Is Dead?». 12 січня 2013, Black Sabbath оголосили, що альбом буде називатися «13» і його випуск очікується у червні. Було також оголошено, що барабанщик Бред Вілк з Rage Against The Machine і Audioslave приєднався до гурту під час запису альбому для завершення барабанних партій пісень.
У лютому 2013 року на YouTube з'явився короткий документальний фільм про роботу гурту над альбомом в студії.

## Оформлення обкладинки
4 квітня 2013 Black Sabbath представили обкладинку альбому «13». Її створила фірма Zip Design у Лондоні. Скульптор Спенсер Дженкінс зробив напис «13» з лози, заввишки 2 метри 44 сантиметри (8 футів), який потім підпалили в сільській місцевості Бакінгемшир. Язики полум'я було видно на багато кілометрів. Зображення зняв фотограф Джонатан Ноулз. Також команда Джонатана відзняла відео на якому зафіксований процес роботи над написом.

## Комерційний успіх
Альбом «13» вийшов 10 червня 2013 року. Він досяг першої позиції в чарті UK Albums Chart після першого тижня продажів. Це перший альбом гурту, який вийшов на першу сходинку британського чарту з часів альбому Paranoid (1970). З проміжком майже 43 роки, альбом побив попередній рекорд, котрий належав Бобу Ділану. Його альбом «Together Through Life» (2009) досяг першої сходинки британського чарту після альбому «New Morning» (1970). Оззі Осборн був шокований успіхом альбому, зауваживши, що гурт ніколи раніше не мав записів, які так швидко підіймалися на вершини чартів. Альбом також досяг першої сходинки в американському чарті US Billboard 200, продано понад 155 000 копій в перший тиждень. Оззі Осборн сказав: «Було так багато дивовижних моментів протягом нашої довгої кар'єри. Нарешті наш альбом досяг першої сходинки в США і це ще одна важлива віха для Black Sabbath.»

## Критика
Альбом «13» отримав переважно позитивні відгуки. На сайті Metacritic, він набрав 72 бали зі 100. Фред Томас з Allmusic оцінив альбом як несподівано блискучий, апокаліптичний і важливий для будь-якого шанувальника важкої музики. Джефф Бартон з журналу Metal Hammer провів лінію з тих часів, коли гурт тільки починав грати і дійшов висновку, що класичний склад довів свою актуальність у сучасній музиці.

## Список композицій
Автор слів Ґізер Батлер, автор музики Тоні Айоммі, Оззі Осборн, Ґізер Батлер. 
| #     | Назва                  | Тривалість |
| ----- | ---------------------- | ---------- |
| 1.    | «End of the Beginning» | 8:05       |
| 2.    | «God Is Dead?»         | 8:52       |
| 3.    | «Loner»                | 4:59       |
| 4.    | «Zeitgeist»            | 4:37       |
| 5.    | «Age of Reason»        | 7:01       |
| 6.    | «Live Forever»         | 4:46       |
| 7.    | «Damaged Soul»         | 7:51       |
| 8.    | «Dear Father»          | 7:20       |
| 53:36 |                        |            |

| Deluxe edition bonus disc | Deluxe edition bonus disc | Deluxe edition bonus disc |
| #                         | Назва                     | Тривалість                |
| ------------------------- | ------------------------- | ------------------------- |
| 1.                        | «Methademic»              | 5:57                      |
| 2.                        | «Peace of Mind»           | 3:40                      |
| 3.                        | «Pariah»                  | 5:34                      |
| 15:11                     |                           |                           |

| Spotify bonus tracks | Spotify bonus tracks                   | Spotify bonus tracks |
| #                    | Назва                                  | Тривалість           |
| -------------------- | -------------------------------------- | -------------------- |
| 9.                   | «Methademic»                           | 5:57                 |
| 10.                  | «Peace of Mind»                        | 3:40                 |
| 11.                  | «Pariah»                               | 5:34                 |
| 12.                  | «Dirty Women» (Live in Australia 2013) | 7:21                 |
| 76:10                |                                        |                      |

| Japanese / Saturn Special Exklusiv-Edition bonus track | Japanese / Saturn Special Exklusiv-Edition bonus track | Japanese / Saturn Special Exklusiv-Edition bonus track |
| #                                                      | Назва                                                  | Тривалість                                             |
| ------------------------------------------------------ | ------------------------------------------------------ | ------------------------------------------------------ |
| 9.                                                     | «Naïveté in Black»                                     | 3:50                                                   |
| 57:26                                                  |                                                        |                                                        |

| Best Buy / Saturn Exklusiv-Edition Deluxe bonus disc | Best Buy / Saturn Exklusiv-Edition Deluxe bonus disc | Best Buy / Saturn Exklusiv-Edition Deluxe bonus disc |
| #                                                    | Назва                                                | Тривалість                                           |
| ---------------------------------------------------- | ---------------------------------------------------- | ---------------------------------------------------- |
| 1.                                                   | «Methademic»                                         | 5:57                                                 |
| 2.                                                   | «Peace of Mind»                                      | 3:40                                                 |
| 3.                                                   | «Pariah»                                             | 5:34                                                 |
| 4.                                                   | «Naïveté in Black»                                   | 3:50                                                 |
| 19:01                                                |                                                      |                                                      |

## Учасники запису

### Black Sabbath
- Тоні Айоммі — гітара, акустична гітара в пісні «Zeitgeist» і «Methademic».
- Ґізер Батлер — бас-гітара
- Оззі Осборн — вокал, губна гармоніка

### Сесійні музиканти
- Бред Вілк — ударні, перкусія

### Продюсування
- Рік Рубін — продюсер
- Грег Фідельман — інженер
- Майк Ексетер — помічник інженера
- Дана Нільсен — помічник інженера
- Ендрю Шепс — мікшування
- Стівен Маркуссен — зведення
- Стюарт Уітмор — зведення

## Чарти
| Чарт (2013)                        | Найвища позиція |
| ---------------------------------- | --------------- |
| Australian Albums Chart            | 4               |
| Austrian Albums (Ö3 Austria)       | 2               |
| Belgian Albums (Ultratop Flanders) | 4               |
| Belgian Albums (Ultratop Wallonia) | 6               |
| Danish Albums (Hitlisten)          | 1               |
| Dutch Albums (MegaCharts)          | 10              |
| Finnish Albums (Musiikkituottajat) | 3               |
| French Albums (SNEP)               | 15              |
| German Albums (Media Control)      | 1               |
| «Hungarian Albums (MAHASZ)         | 3               |
| Irish Albums (IRMA)                | 5               |
| Italian Albums (FIMI)              | 6               |
| New Zealand Albums (RIANZ)         | 1               |
| Norwegian Albums (VG-lista)        | 1               |
| Polish Albums (ZPAV)               | 4               |
| Portuguese Albums (AFP)            | 9               |
| Spanish Albums (PROMUSICAE)        | 4               |
| Swedish Albums (Sverigetopplistan) | 1               |
| Swiss Albums (Schweizer Hitparade) | 1               |
| UK Albums (OCC)                    | 1               |
| US Billboard 200                   | 1               |